# Шліссельбурзькі десанти
Шліссельбу́рзькі деса́нти були здійснені радянською Ладозькою військовою флотилією (контр-адмірал Борис Хорошхін), відбувалися з 25 по 29 вересня 1941 року у часі Першої Синявінської операції з метою зняття блокади Ленінграду.

## Передуючі події
У кінці серпня 1941 року дивізії нацистського 39-го танкового корпусу 16-ї армії групи армій «Північ» — командував генерал-фельдмаршал Вільгельм Ріттер фон Лееб з південно-східного напряму виходять до Ленінграда. 30 серпня частини 20-ї моторизованої піхотної дивізії підходять до Неви в околицях Івановського (нині в складі міста Отрадне) та одночасно до станції Мга, цим самим порушивши сполучення Кіровською залізницею — останньою магістраллю, котра сполучала Ленінград з рештою СРСР. Захопивши Мгу, нацистські частини продовжують наступ, маючи за мету вийти на південний берег Ладозького озера, 8 вересня займають Шліссельбург, цим самим повністю заблокувавши Ленінград з суходолу.
Радянське військове керівництво починає терміново розробляти план операції по зняттю блокади з Ленінграду, в задум входило нанесення зустрічних ударів в найбільш вузькому місці — так званому «пляшковому горлі» — блокадного кільця південніше Ладоги. Згідно плану частини Невської оперативної групи Ленінградського фронту, що знаходилися на правому березі Неви, та 54-ї армії — від річки Волхов — мали здійснювати наступ з заходу та сходу назустріч, маючи головним напрямом залізничну станцію Мга та Синявіно. Сучастю загального задуму наступу було здійснення десанту силами 1-ї дивізії НКВС та батальйону моряків Ладозької військової флотилії в напрямі Шліссельбурга задля зайняття міста та — в подальшому — злучення із частинами 54-ї армії південно-східніше Синявіна.
16 вересня командуючий Ленінградським фронтом генерал Георгій Жуков наказує штабу Ладозької воєнної флотилії розпочати підготовку до десантної операції. Десант формувався із розвідників-водолазів роти особливого призначення та курсантів морського прикордонного училища — 185 чоловік. Для десантування було приготовано 12 катерів та 10 надувних армійських човнів, командиром загону був капітан-лейтенант М. Н. Балтачі; час висадження було через шторм перенесено на 19 вересня.

## Невдалі спроби висадження та десантування розвідувального загону
Невдалі спроби висадити десант здійснювалися двічі — в ніч на 21 вересня, та вдень 22-го. Перша спроба зірвалася через озерний шторм — рвалися буксирувальні троси човнів, й для повторного взяття на буксир пішла вся темна частина доби. Другого разу загін через навігаційну похибку почав висадження на 2,5 милі східніше планованого місця розгортання — в тилу 54-ї армії, при цьому через шторм 3 човни перевернулися, потонуло 2 бійці. По поверненні загону на мис Осиновець капітан-лейтенант Балтачі відстороняється з посади та через кілька днів арештований; 24 жовтня військовий трибунал Ленінградського військово-морського гарнізону визнав його винним у зриві військової операції та засудив на 8 років ув'язнення.
Вдень 22 вересня командуючий фронтом Жуков в наказовому порядку вимагає здійснити висадження десанту будь-якою ціною у визначеному місці задля подальшого руху на Шліссельбург; найближчої ночі мала бути здійснена висадка в Шліссельбурзькій губі розвідувальний загін моряків, командувати висадженням було доручено капітану 2-го рангу Глібу Візелю, десантниками керував Іван Прохватилов. Спроба висадження десанту уночі з 23 на 24 вересня теж закінчилася невдачею — в місці висадження виявилася кам'яна гряда, що не дала змоги катерам підійти до берега, глибина ж води в тій місцевості виключала спробу досягнення берега бійцями по дну.
Разом з тим, висадження розвідувального загону відбулося — 40 моряків під керунком начальника розвідувального відділу штабу Балтійського флоту підполковник Н. С. Фрумкін — на 2-х катерах підійшли до Шліссельбурга. Моряки десантувалися на затоплену мілину, після чого моряки пройшли близько 2 кілометрів водою Ладозького озера, їхній рух лишився непоміченим нацистами.
Здійснивши розосередження та маскування, розвідники здійснювали спостереження за силами противника, дізнавшись про систему німецької оборони того району — було виявлено 25 кулеметних, 6 мінометних та 4 артилерійських гнізд. Оскільки у розвідників була лише одна рація, яка вийшла з ладу при переході водою, подальше перебування загону у ворожому тилу втрачало сенс — дані необхідно було повідомити в штаб армії. Уночі 24 вересня розвідувальний загін пробився через лінію фронту до розміщення 54-ї армії — біля села Південні Липки, при цьому загинуло 4 моряки та 2 було поранено.

## Десантування 25 вересня, подальші спроби десантів та підготовка до висадження 27— 29 вересня
Уранці 25 вересня Жуков в нестямі від невдач при десантуваннях, наказує здійснити ще одну спробу вдень на східній околиці Шліссельбурга, в розміщення німецьких оборонних рубежів, причому здійснити це негайно, того ж дня. Десантний загін було сформовано з тих відділів, які були «під рукою» — 105 курсантів морського прикордонного училища, 44 бійці з караульного взводу штабу флотилії, 40 розвідників-водолазів. Для висадки десанту виділялися 5 патрульних катерів, 4 прогулянкові катери зразка «ЗІС», 2 баркаси, транспорт «Чапаєв», судно «Сатурн», кілька шлюпок. У вогневу підтримку десантних дій виділялися канонерські човни «Бурея» та «Олекма», 5 катерів «малий мисливець» та 1 артилерійський катер, з наземних сил — артилерійський дивізіон флотилії. У резерві на Осиновецькому рейді знаходилися канонерський човен «Нора» та сторожовий корабель «Конструктор». З огляду на алярмову швидкість операція підготовки як такої не мала, штаб флотилії лише встигнув зібрати кораблі та повантажити особовий склад десанту.
Катери виставляють димові завіси, під їх прикриттям десант на баркасах, катерах та шлюпках досягає прибережного мілководдя, звідти бійці до 1 кілометра брели по воді; висадження та прорив на берег відбувалися при сильному обстрілі артилерією противника. Десант зазнав величезних втрат, усі командири, що брели попереду, були вбиті, вижило близько половини десантованих. Після 16-ї години десантники, що вижили, під прикриттям вогню берегового артилерійського дивізіону та корабельних гармат, змогли досягти берега в зоні нацистської оборони та закріпитися. Проте в досить швидкому часі у небі над десантом з'явилися літаки Люфтваффе — близько 30 літаків, котрі розпочали штурмувати десант групами по 10 — 12 одиниць, після того починається німецька атака із використанням танків. Оскільки увесь берег був затягнутий імлою від артилерійських вибухів, група артилерійської підтримки не могла виконувати свою функцію — ні кораблі, ані берегова артилерія.
До настання темряви продовжувалися бої на узбережжі Шліссельбурзької губи, у ніч на 26 вересня десант був знищений нацистськими силами. Тієї ночі у водах Ладозького озера радянський катер підібрав 3-х бійців із складу десанту, ще 11 пробилися через фронтову смугу біля Бугри; решта 175 вояків були убиті чи полонені. Десант не виконав ніяких завдань — будучи малочисельним, він не міг допомогти фронтовим частинам при спробах їх наступу, висадження вдень не мало ефекту несподіваності. Зі складу десанту тільки один боєць був нагороджений орденом Червоного Прапора — політрук І. Д. Каширкін, ще 6 — медаллю «За відвагу».
Радянське військове керівництво не робить ніяких висновків із стрімкої загибелі десанту та вже 26 вересня штаб Ладозької флотилії починає підготовку до наступної десантної операції. Неповна рота зі складу 1-ї стрілецької дивізії НКВС — 95 бійців — мали висадитися на 2-х катерах та баркасі поблизу Шліссельбурзької пристані; вранці 27 вересня почалася іще одна практично непідготовлена висадка. При підході до пристані десант був виявлений німецькими силами та обстрілюється з артилерії та кулеметів; обидва катери потонули, загинуло 17 бійців, решту згодом з води забрали катери прикриття.
Увечері 27 вересня Жуков вкотре ставить завдання про висадження десанту — мало десантуватися 200 бійців стрілецького батальйону 1-ї дивізії НКВС з 4 гарматами й мінометами у фортецю Орешек, там знаходився радянський гарнізон, із завданням перевезти на шлюпках десантників через 120-метрову невську протоку та висадити безпосередньо в Шліссельбурзі. Підготовчий час до цієї операції становив взагалі декілька годин — вона мала відбутися вже тієї ж ночі; посадка на кораблі відбувалася на пристані, що відбувалася під ворожим обстрілом, кілька кораблів отримали ушкодження ще при завантаженні. Лиш один тральщик зумів в темряві непомітно дістатися до пристані й висадити десантників.
Уночі з 28 на 29 вересня решта 130 десантників та артилерія при них таки були висаджені, на зворотньому шляху транспорт «Щорс» сів на мілину північніше Орешка, екіпаж вдалося врятувати, сам транспорт вранці був виявлений німецькими силами та знищений вогнем артилерії.
Дане висадження не мало ніякого сенсу, так як 1 жовтня десантна операція скасовується, всі доправлені війська з Орешка перекидаються назад з фортеці на правий берег Неви під ворожим обстрілом із втратами.
Загалом десантниками було знищено близько 10 кулеметних гнізд та вбито не менше 80 німецьких вояків.

## Післямова
В радянській історіографії Шліссельбурзькі десанти розглядалися як приклад героїзму радянських моряків, при цьому робився наголос на їх значенні в сенсі концентрування великих нацистських сил. Проте висновок є досить сумнівним, позаяк у німецьких документах спомини про перекидання сил на ліквідацію десантів відсутні.
Загибель Шліссельбурзьких десантів наочно показала безглуздість атаки з моря укріпленого берега без відповідної ретельної підготовки малими силами. Проте радянським військовим керівництвом цей урок не було засвоєно, і в подальшому відбувалися іще трагічні десанти на Балтійському морі — Петергофський та Стєльнинські десанти.
На березі Новоладозького канану встановлено якір-пам'ятник на вшанування пам'яті загинулих десантників.